# Tlenek litu
Tlenek litu, Li2O – nieorganiczny związek chemiczny z grupy tlenków. Odkryty w 1817 roku przez Johanna Arfvedsona podczas analizy minerału petalitu. Wykorzystywany jako absorbent dwutlenku węgla oraz do produkcji ceramiki i niektórych rodzajów szkła.

## Otrzymywanie
Tlenek litu otrzymywany jest w wyniku termicznego rozkładu nadtlenku litu w temperaturze 195 °C:
2Li2O2 → 2Li2O + O2
Powstaje także podczas spalania litu w tlenie wraz z niewielkimi ilościami nadtlenku litu:
4Li + O2 → 2Li2O

## Zagrożenia
Tlenek litu jest substancją żrącą. Może powodować uszkodzenia skóry, oczu i dróg oddechowych oraz obrzęk płuc i chemiczne zapalenie płuc w przypadku inhalacji. W obecności wilgoci wytwarza się żrący wodorotlenek litu.